# Cisca Wijmenga

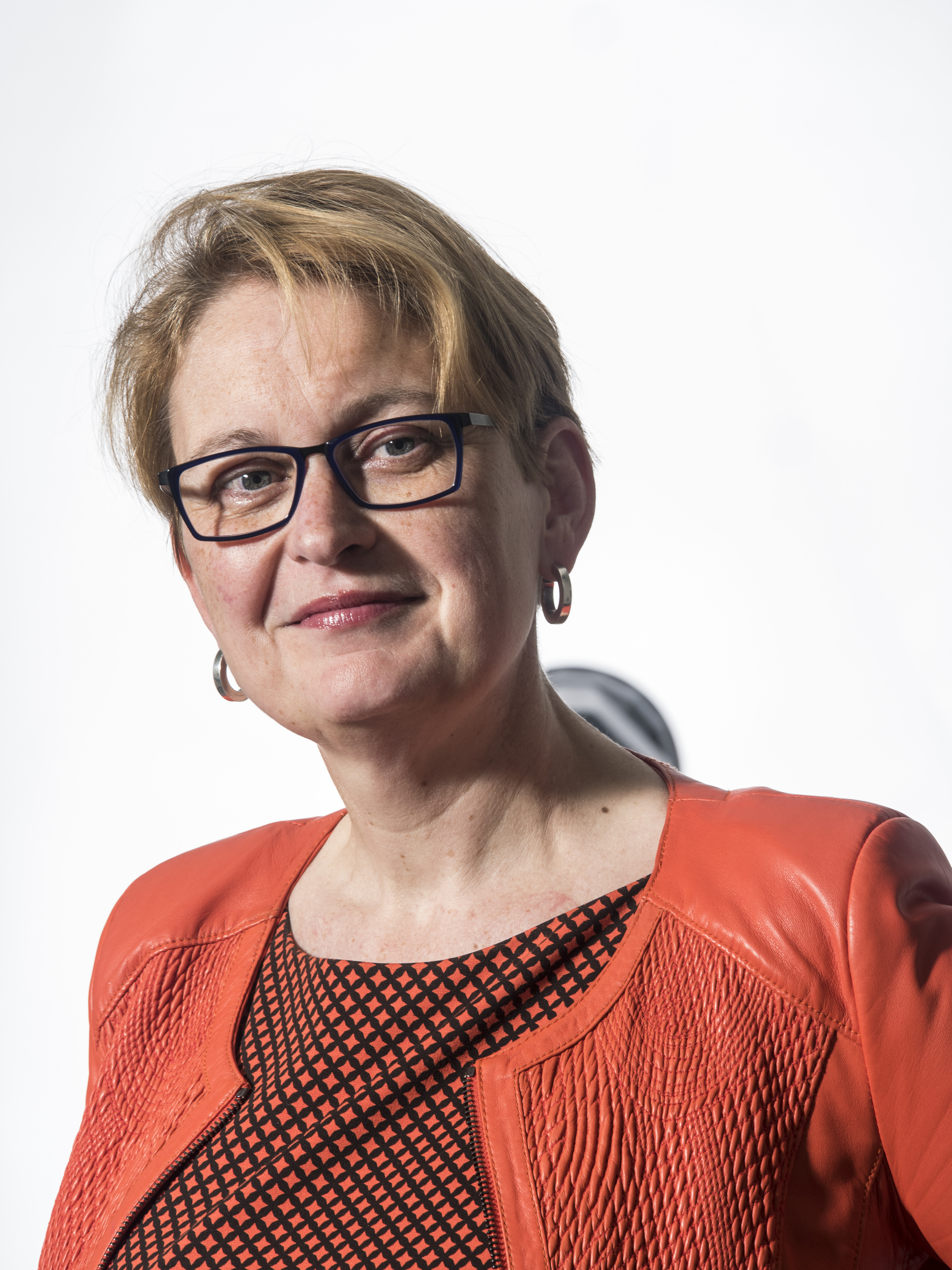
Cisca Wijmenga (2015)

Tjitske Nienke „Cisca“ Wijmenga (* 16. Februar 1964 in Drachten) ist eine niederländische Humangenetikerin.
Wijmenga studierte Biologie an der Reichsuniversität Groningen und wurde 1993 an der Universität Leiden cum laude promoviert (Facioscapulohumeral muscular dystrophy: from genetic mapping towards gene cloning). Als Post-Doktorandin war sie 1994/95 am National Human Genome Research Institute der National Institutes of Health bei Francis Collins. Anschließend war sie an der Universität Utrecht, an der sie 2003 Professorin wurde. Sie ist seit 2007 Professorin für Humangenetik an der Medizinischen Fakultät der Reichsuniversität Groningen.
Wijmenga ist eine führende Wissenschaftlerin bei der Kartierung menschlicher Gene in Hinblick auf die Ursachen genetisch komplexer Krankheiten. Sie untersuchte die genetischen Risikofaktoren bei Zöliakie (Gluten-Unverträglichkeit, einer chronischen Autoimmunerkrankung des Darms), wobei sie 39 Risiko-Loci identifizierte, und entwickelte mit einem internationalen Konsortium genetische Testmethoden dafür und andere Autoimmunkrankheiten (Immunochip). Sie fand genetische Überlappungen von Risikogenen für Zöliakie und anderen, auf den ersten Blick sehr unterschiedlichen Autoimmunkrankheiten (rheumatische Arthritis, Typ 1 Diabetes, Morbus Crohn). Schon zuvor erzielte sie Erfolge bei der Bestimmung genetischer Defekte in Zusammenhang mit Typ 2 Diabetes und Leukämie sowie Aneurysmen im Gehirn. Sie leitete das ein Projekt zur Kartierung des Genmaterials der niederländischen Bevölkerung (Genoom van Nederland, GoNL), was auch neue Erkenntnisse über die historische Entwicklung der Bevölkerung der Niederlande brachte.
Sie ist Direktorin des Verbunds niederländischer Biobanken (BBMRI-NL2.0). 2012 erhielt sie einen ERC Advanced Grant und 2015 den Spinoza-Preis. Sie war 2009 Distinguished Visitor der Harvard Medical School. 2012 wurde sie zum Mitglied der Königlich Niederländischen Akademie der Wissenschaften (KNAW) gewählt, 2013 zum ordentlichen Mitglied der Academia Europaea, 2022 zum Mitglied der European Molecular Biology Organization (EMBO). 
Seit September 2019 ist Rektor Magnificus der Reichsuniversität Groningen. Sie trat dieses Amt als Nachfolgerin von Elmer Sterken an und wurde damit zur ersten weiblichen Rektorin seit der Gründung der Universität Groningen 1614.